# Muara Siberut
Muara Siberut is een bestuurslaag in het regentschap Kepulauan Mentawai van de provincie West-Sumatra, Indonesië. Muara Siberut telt 2534 inwoners (volkstelling 2010).